# Martin Abraham
Martin Abraham (* 20. September 1978 in Moravská Třebová) ist ein tschechischer Fußball- und Futsalspieler.

## Vereinskarriere
Nach drei kleineren Vereinen spielte Martin Abraham ab 1993 für den FC Boby Brno. Dort sollte er 1997 eine Art Blankovertrag unterschreiben, bei dem für ihn sowohl Gehalt als auch Laufzeit unbekannt gewesen wären. Er weigerte sich und wurde daraufhin zunächst für ein halbes Jahr an den damaligen Drittligisten FC Zeman Brno ausgeliehen. Dort konnte er so überzeugen, dass ihn der Verein für 180.000 Kronen Ablöse verpflichtete. In der Saison 1999/00 spielte der Mittelfeldakteur für den FC Roubina Dolní Kounice, ebenfalls in der drittklassigen MSFL.
Im Januar 2001 wurde Abraham vom Erstligisten 1. FC Slovácko verpflichtet. Dort spielte Abrahám regelmäßig und kam auf 95 Spiele. Zur Saison 2005/06 wechselte er zu Slovan Liberec, mit dem er tschechischer Meister wurde.
Dennoch wechselte er zum Vizemeister FK Mladá Boleslav, wo er aber auch nur eine Saison blieb. Im Juli 2007 wurde er von Sparta Prag verpflichtet. Bei Sparta blieb Abraham nur ein halbes Jahr, am 15. Februar 2008 wechselte er zum Stadtrivalen Slavia Prag.
Im August 2008 wurde Abraham für ein halbes Jahr an den zyprischen Verein AEK Larnaka ausgeliehen, nachdem ihn Trainer Karel Jarolím zuvor suspendiert hatte. Danach kehrte Abraham zu Slavia PRag zurück, wo er einen gültigen Vertrag besaß, jedoch nicht mehr im Kader stand. Im Januar 2010 wechselte Abraham bis Saisonende auf Leihbasis zum Zweitligisten FC Tescoma Zlín. Im August 2010 wechselte er für ein Jahr zum SV Wehen Wiesbaden. Am 10. Januar 2012 gab der Verein bekannt, dass der noch bis zum Juni 2012 laufende Vertrag mit sofortiger Wirkung aufgelöst wird. Somit kehrte er am 21. Januar 2012 nach Tschechien zurück und unterschrieb für den Gambrinus-Liga-Verein Bohemians Prag 1905. Am 18. Juli 2012 unterschrieb er einen Vertrag beim deutschen Oberligisten Budissa Bautzen (Oberliga Nordost-Süd), der bereits 14 Tage später wieder aufgelöst wurde.

## Nationalmannschaft
Martin Abraham wurde vom tschechischen Nationaltrainer Karel Brückner für die beiden Qualifikationsspiele zur Europameisterschaft 2008 am 7. Oktober 2006 gegen San Marino und am 11. Oktober 2006 gegen Irland in den Kader berufen, saß aber in beiden Spielen nur auf der Ersatzbank.

## Futsal
Bis zu seinem Wechsel zum 1. FC Slovácko gehörte Martin Abraham auch zu den besten tschechischen Futsalspielern. Er spielte in der 1. Liga für Helas Brno und von September bis Dezember 2000 vier Mal in der Tschechischen Futsalnationalmannschaft. Zur Saison 2008/09 gab er ein Comeback beim SK Olympik Mělník.

## Nachname
In seiner Geburtsurkunde steht Abraham, in seinem Personalausweis Abrahám.